# Crinia nimbus
Crinia nimbus är en groddjursart som beskrevs av Rounsevell, Ziegeler, Brown, Davies och Murray Littlejohn 1994. Crinia nimbus ingår i släktet Crinia och familjen Myobatrachidae. IUCN kategoriserar arten globalt som livskraftig. Inga underarter finns listade i Catalogue of Life.